# Palmodes occitanicus
Palmodes occitanicus là một loài côn trùng cánh màng trong họ Sphecidae, thuộc chi Palmodes. Loài này được Lepeletier de Saint Fargeau and Serville miêu tả khoa học đầu tiên năm 1828.